# Zaʿatar

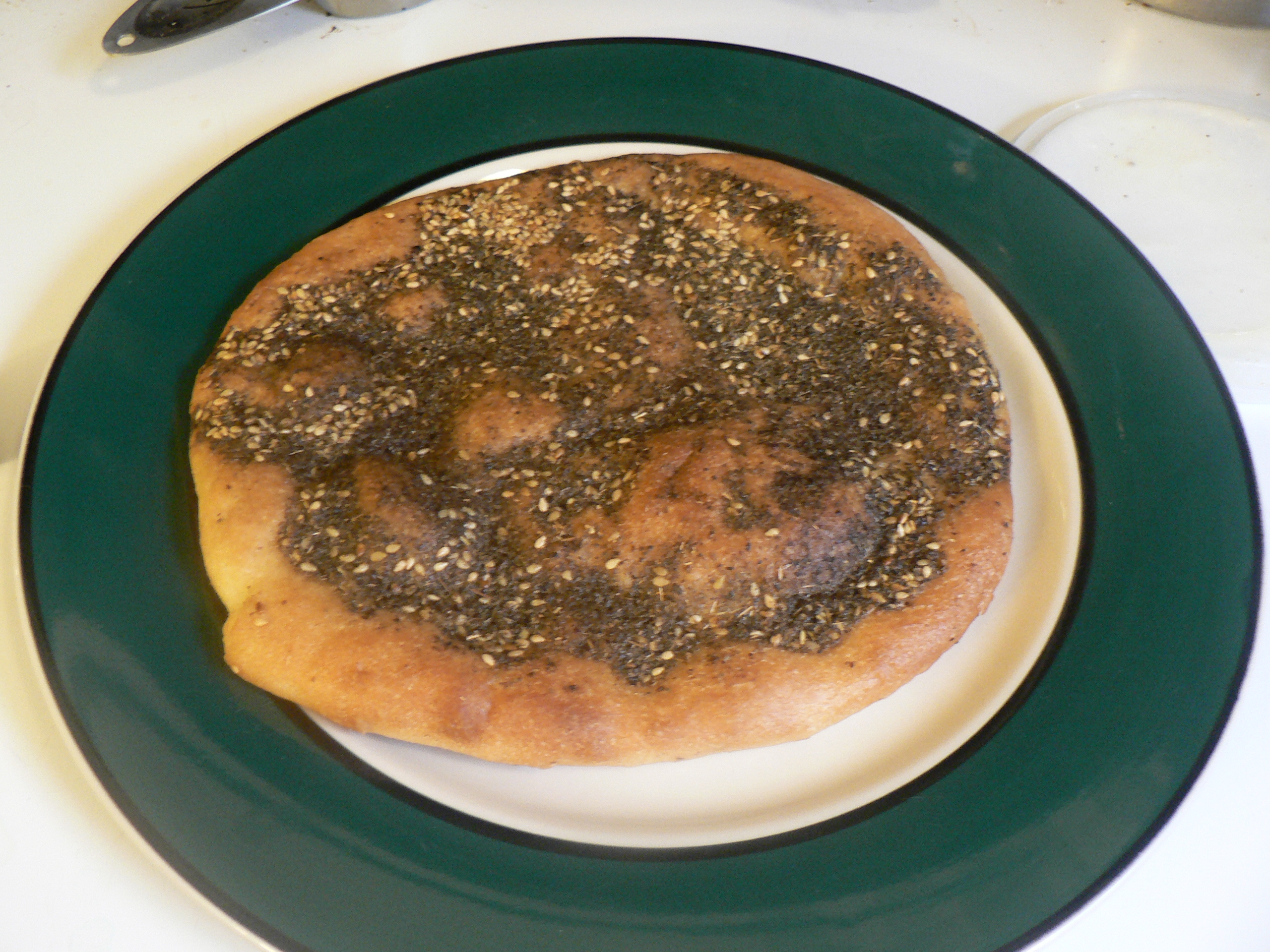
Zaʿatar manakish, es decir, se espolvorean las especias sobre el pan.

El zaʿatar (en árabe: زعتر‎) es una mezcla de especias utilizada en la cocina árabe del Oriente Próximo. El uso del za'atar es común en casi todos los países de medio oriente, por ejemplo Siria, Jordania, Líbano, Israel, Palestina y Turquía.
El nombre za'atar se aplica propiamente a Origanum syriacum, el hisopo (en hebreo: אזוב eˈzov) de la Biblia hebrea.

## Composición
El zaʿatar suele estar compuesto de hisopo, zumaque, semillas de sésamo tostadas o no tostadas y sal. También suele llevar hierbas aromáticas tales como: ajedrea, mejorana, tomillo, comino o hinojo.

## Empleo
Se suele emplear como condimento en carnes a la parrilla y vegetales, y mezclado con aceite de oliva (zaʿatar-ul-zayt o zayt-tu-zaaʿtar) forma una pasta que se emplea como una salsa para mojar para hacer rosquillas de sésamo (kaʿak). En la cocina de Oriente Medio el zaatar se puede hacer como una pasta y se elaboran pizzas diminutas. Se sirve con pan de pita untado con aceite de oliva, ya sea tostado o sin tostar. En los huevos estrellados se pone encima y se acompañan muy bien con el mismo tipo de pan. Algunas personas gustan de impregnar los caak (roscas trenzadas de harina de trigo con levadura y anís decoradas con semillas de sésamo) en aceite de oliva y después en zaatar. 